# Lady Heather
Lady Heather (gespeeld door Melinda Clarke) is een personage uit de televisieserie CSI: Crime Scene Investigation. Lady Heather is een professionele dominatrix die een soort SM-club runt in Las Vegas.

## Biografie
Lady Heather verscheen voor het eerst in de aflevering "Slaves of Las Vegas", nadat een van haar werknemers dood was aangetroffen. Ze bestierde een fetisjclub die 20.000 dollar per week opbracht, maar ze gaf slechts 10.000 dollar op voor de belasting. Lady Heather was ooit getrouwd met Jerome Kessler. Zoë is zijn dochter, maar hij kwam pas achter haar bestaan na haar dood. Zoë was eerstejaars aan de Harvard-universiteit. Na de scheiding van Jerome Kessler voedde Lady Heather Zoë alleen op. Ze vertelde haar dochter dat ze een man haar hart, lichaam en tijd kon geven, maar ze hem nooit haar macht mocht geven. Lady Heather denkt dat Catherine Willows een perfecte dominatrix zou zijn. Grissom vindt Lady Heather een interessante persoonlijkheid en zij vindt hem ook wel interessant dus drinken ze een kopje thee.
Lady Heather was wederom een verdachte in een andere moordzaak (in de aflevering "Lady Heather's Box"), toen nog twee van haar werknemers werden vermoord. Ze werken voor haar website LadyHeather.com (de website bestaat werkelijk, maar wijst door naar de officiële CSI pagina). Zij en Grissom brengen nog wat tijd door, maar wat er precies gaande is tussen de twee wordt niet onthuld. Terwijl ze thee drinken ontdekt Grissom dat Lady Heather een diabeet is, wat haar wederom verdacht maakt aangezien een specifiek type insuline en een ongebruikelijke spuit waren gebruikt om de moorden te plegen, identiek aan de insuline en spuit van Lady Heather. Haar naam wordt later gezuiverd, maar tegen die tijd is haar relatie met Grissom al kapot.
Lady Heather ontmoet Grissom opnieuw wanneer haar dochter, Zoë Kessler, wordt vermoord. In de aflevering "Pirates of the Third Reich" uit het zesde seizoen, onthult ze dat Zoë is geschorst van Harvard, een psychiater bezocht, met hem naar bed ging, en zwanger van hem werd. Lady Heather klaagde de psychiater aan, tot woede van Zoë. Toen Zoë werd vermoord, waren moeder en dochter volledig van elkaar vervreemd. Lady Heather wist ook niet of Zoë abortus had laten plegen, of dat de baby geboren was. De autopsie wees niets uit. Zoë was het slachtoffer geworden van iemand die nazi-achtige experimenten met haar deed vanwege haar ongewone fysieke uiterlijk: ze had een bruin oog en een blauw oog (Heterochromia iridis). Hij probeerde een übermensch te creëren. Het enige foutje aan Zoë was in zijn ogen haar bruin oog.
Lady Heather gaf Grissom later een condoom en vertelde hem dat ze een DNA-monster van de hoofdverdachte had bemachtigd door met hem naar bed te gaan. Ze ontvoerde de man vervolgens, bond hem vast aan haar auto in de woestijn, en ranselde hem af met een zweep totdat Grissom tussenbeide kwam. Heather werd hierop gearresteerd, maar later vrijgesproken door een rechter die een klant van haar was.
Bij Zoë’s autopsie kon Doc Robbins niet met zekerheid vaststellen of Zoë voor haar dood bevallen was van haar baby. Lady Heather huurde daarom een ex-agent in om haar kleindochter, Allison, op te sporen. Toen hij haar vond, probeerde Heather de voogdij over het kind te krijgen. Jerome ontdekte ook het bestaan van Allison en probeerde eveneens de voogdij te krijgen. Hoewel Heather haar zaak verkocht om te bewijzen dat ze een goede verzorger voor Allison zou zijn, kreeg ze de voogdij niet toegewezen. Dit maakte dat Heather volgens eigen zeggen niets meer had om voor te leven. Ze verkocht daarom het recht om haar te vermoorden aan een man die altijd al fantaseerde over het vermoorden van een vrouw, en stuurde het geld naar Allison. Grissom maakte zich zwaar zorgen om Lady Heathers mentale toestand, en regelde een ontmoeting tussen haar, Jerome en Allison bij haar thuis.

## Afleveringen
Lady Heather deed mee in de volgende afleveringen:
- Seizoen 2 aflevering "Slaves of Las Vegas"
- Seizoen 3 aflevering "Lady Heather's Box"
- Seizoen 6 aflevering "Pirates of the Third Reich"
- Seizoen 7 aflevering "The Good, the Bad, and the Dominatrix"
- Seizoen 9 aflevering "Leave Out All the Rest"
- Seizoen 11 aflevering "Unleashed"
- Seizoen 15 Movie "Immortality"

## Trivia
- In aflevering 3.15 Lady Heather's Box vertelt Lady Heather dat ze een eigen website heeft voor haar sm activiteiten die rond die aflevering spelen. Deze website, ladyheather.com, bestaat niet echt, men komt namelijk automatisch op de site van CBS terecht.